# 伊吹 (空母)
伊吹（いぶき）は、大日本帝国海軍の航空母艦である。改鈴谷型重巡洋艦の1番艦として起工され、建造中に航空母艦へ変更されたが、未完成のまま終戦を迎え、1946年（昭和21年）に解体処分された。
艦名は「伊吹山」による。日本海軍では同名の艦艇に、巡洋戦艦「伊吹」（1923年9月20日に退役）があった。海軍施設本部補給部書記生だった遠藤昭によれば、候補艦名としては他に『鞍馬』があったという。

## 艦型

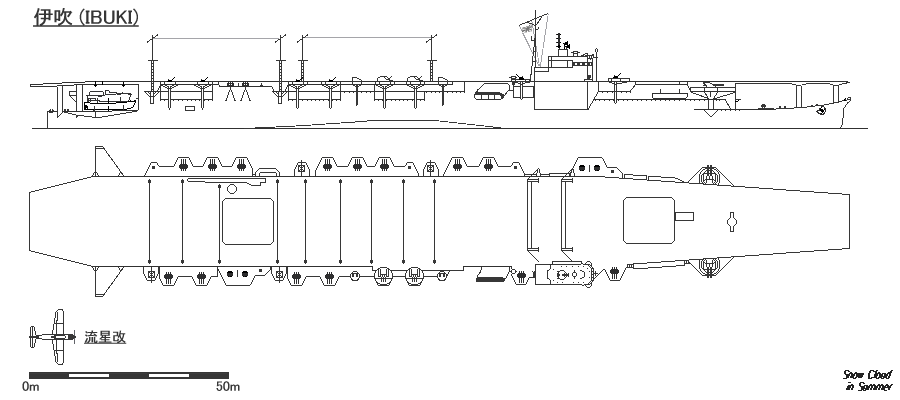
空母「伊吹」完成予想図

空母への改装による重心の上昇に対応し復原力をあたえるため、船体にバルジが増設された。また艦載機の大型化に対応するために、船体長よりも長い飛行甲板（長さ205m、幅23m）を設置する。このため、従来の日本軍小型空母のように船体前方の飛行甲板下に艦橋を設けることが出来ず、日本の小型空母としては異例のアイランド（島型艦橋）を採用している。重巡洋艦からの改装のため、格納庫は1段のみ、魚雷調整場も有しない。このため搭載航空機数はそれほど多くなく、エレベーターも2基のみで小さかった。改装案では、銃砲座のブルワークは丸みを帯びていたが、戦時改装に伴い直線状の簡易なものとなった。
戦後に撮影された写真では、艦体は迷彩を施さずに軍艦色一色で塗装されているほか、なぜか赤い水線塗装が喫水線ではなくバルジに沿って塗装されていた。
空母への改装にあたり、ボイラーとタービンを巡洋艦計画時より半減した。空いたボイラー室は重油タンク等に、後部のタービン室は航空機用のガソリンタンク（軽質油庫）となり、プロペラ軸数も、最上型重巡洋艦の4軸から2軸に減少している。これによって出力は15万2,000馬力から7万2,000馬力に減少し、最高速力は35.0ノットから29.0ノットへ減速、航続距離は18ノットで8,000海里を予定していた。最高速度が30ノットに満たなかったのは、6,300海里であった重巡洋艦時の航続距離の延長と、大鷹型航空母艦などの商船改装空母がほぼ同じ速力で運用されても支障なかったためだと予想されている。機関室舷側に30 - 100mm、(機関室上部)甲板35mmの防御を施した。余剰となった本艦と第301号艦の機関は、雲龍型航空母艦2番艦「天城」と同型4番艦「笠置」に転用された。

### 兵装
搭載機
搭載機として、零戦の後継機として開発中だった艦上戦闘機「烈風」と、艦上爆撃機・艦上攻撃機を一機種に統合した艦上攻撃機「流星」が予定されていた。軍令部からの要望性能では十七試艦戦（烈風）・十六試艦攻（流星）各15機の計30機であったが、のちに流星を12機に減らし、合計27機で全機常用とした。格納庫が小さかったため、15機の烈風は4機のみ格納庫に収納し、11機（10機とも）は露天繋止とした。このほか、搭載が予定されていた新鋭機の「彩雲」は艦内収容が困難となり、露天繋止されることになっていた。
搭載する航空魚雷は12本（もしくは18本）で商船改装空母と同じであったが、格納庫の小型化で航空爆弾の量は大幅に制限され、80番爆弾（800kg爆弾）は12発、25番爆弾（250kg爆弾）は24発のみ。6番爆弾（60kg爆弾）以下の小型爆弾は搭載しないとされた
対空兵装
初期の改装案では、対空火器として九六式25mm三連装機銃のみ搭載するという計画であった。だが、これだけでは不十分と判断され、阿賀野型軽巡洋艦の高角砲にも使用された「長8センチ高角砲」連装2基を搭載する予定であった。長8センチ高角砲の採用は、艦体が小さいことによる復原性の確保にあったと推定されている。高角砲は当初後部に配置する予定だったが、最終的に艦体前部への配置となった。これらの対空火器は、千歳型航空母艦改装時の教訓から、反対舷への射撃もできるよう飛行甲板とほぼ同じ高い位置に配置された。この高角砲2基分に加え、25mm三連装機銃片舷8基ずつ計16基分（計17基とも）、12cm28連装噴進砲片舷2基ずつ計4基分の架台も設置された。
電子兵装
戦時中に建造された艦に共通する特徴として、当初から電探（レーダー）の搭載が考慮されていた。改装案では、21号電探を艦橋上と飛行甲板前部中央（隠顕式）に各1基搭載する予定になっていた。最終的には22号電探2基、13号電探2基の搭載が計画された。また21号1基、22号1基、13号2基の搭載とする文献もある。

## 艦歴
日本海軍は太平洋戦争直前の昭和16年度戦時建造計画（マル急計画）において、最上型（鈴谷型）重巡洋艦の準同型艦（改鈴谷型重巡洋艦）を2隻建造することを計画、仮称第300号艦と仮称第301号艦の建造を決定した。重巡として完成した場合の性能は、公試排水量13890トン、速力35ノットであったという。完成を急ぐために鈴谷型の設計を流用しつつ、若干の修正を施す。鈴谷型の魚雷発射管（3連装×4基）を、伊吹型では4連装×4基に強化。無線空中線延長と航空機運用のため、後部マストを四番砲塔直前に移動した点が外観上の相違点となった。「第300号艦」は1942年（昭和17年）4月24日に呉工廠で、同型艦の「第301号艦」は同年6月1日に三菱重工業長崎造船所で起工された。
しかし、日本海軍は1942年（昭和17年）6月5日のミッドウェー海戦で大敗して主力空母4隻（赤城、加賀、蒼龍、飛龍）を喪失、急遽航空母艦の急速大量建造を行うことになった（昭和17年6月30日決裁、官房機密第8107号、航空母艦増勢実行ニ関スル件仰裁）。同日附の軍令部商議による「既定軍戦備計画の修正」において「第301号艦」は建造中止（同一船台で雲龍型空母「天城」建造）。「第300号艦」は『速やかに進水せしめ工事を一時中止』と決定した。
「第300号艦（伊吹）」は水上偵察機搭載の中止、魚雷発射管を島風型駆逐艦「島風」の零式5連装魚雷発射管と共通にする等の設計変更を行いつつ、工事を続けた。1943年（昭和18年）4月5日の命名とともに一等巡洋艦として登録される。5月21日、高松宮宣仁親王（昭和天皇弟宮、海軍大佐）臨席のもとで進水した。同日附で舞鶴鎮守府籍。
しかし、進水後の工事中止はすでに決定されていたため、「伊吹」は呉工廠魚雷実験部沖（烏小島沖）に繋留放置された。艦政本部は「伊吹」の有効利用について、苦心しながら研究を続けていた。缶室や機械室区画を半分として残部分に補給用重油タンクを増設した艦隊随伴型高速給油艦の他、水上機母艦、高速輸送艦等への改造が検討される。
その頃、アメリカ海軍は重巡洋艦以上の艦体を持つクリーブランド級軽巡洋艦を軽空母へと改造、インディペンデンス級航空母艦として続々と建造していた。1番艦「インディペンデンス(旧アムステルダム)」は1942年（昭和17年）8月22日進水、1943年（昭和18年）1月14日竣工。米海軍の動向は日本海軍も察知していた。これに影響される形で、日本海軍は1943年（昭和18年）8月に巡洋艦「伊吹」の軽空母改造を決定した。
1943年（昭和18年）11月1日、第300号艦（伊吹）の佐世保海軍工廠での改造と、昭和20年3月末の完成予定が通知される。「伊吹」は潜水母艦「迅鯨」の曳航によって佐世保に回航されることになった。海防艦「壱岐」に護衛された2隻（迅鯨、伊吹）は、11月22日佐世保到着。ただちに佐世保海軍工廠にて空母改造工事が再開された。しかし、重巡洋艦としての工事がかなり進んでいた船体を無理に空母として転用したため、主砲塔などの撤去工事から行わなくてはならなかったことや、佐世保工廠が他の艦船の建造（伊吹の佐世保到着時、阿賀野型軽巡洋艦3番艦矢矧、同型4番艦酒匂《第135号艦》建造中）や修理のほうに力を入れなければならなかった為に工事はあまり進まず、予定の工期から大きく遅れ続けた。
1945年（昭和20年）になっても「伊吹」は建造中であった。更なる戦局の悪化に伴い物資の調達に苦労し、さらに制海権の喪失で作戦活動に従事する見込みもなくなっていた。日本海軍の空母機動部隊は前年のマリアナ沖海戦とレイテ沖海戦で壊滅し、残存した空母「隼鷹」や「龍鳳」、戦争中に竣工した雲龍型航空母艦3隻（雲龍、天城、葛城）や大和型戦艦改造空母「信濃」等は輸送任務に投入されるか、あるいは停泊中に空襲を受け、消耗していった。
1月20日附で松浦義大佐（当時、空母龍鳳艦長）が伊吹艤装員長に任命される。1月25日、佐世保海軍工廠に設置された伊吹艤装員事務所は、事務を開始する。だが2月25日附で松浦艤装員長は軽巡洋艦「大淀」艦長へ転出。佐世保海軍港務部長の清水正心大佐が、港務部長と伊吹艤装員長を兼務することになった。
3月16日、空母「伊吹」の工事は進捗率80%で中止。4月2日には艤装員事務所も撤去。その後は終戦まで港内に放置された。

## 年表

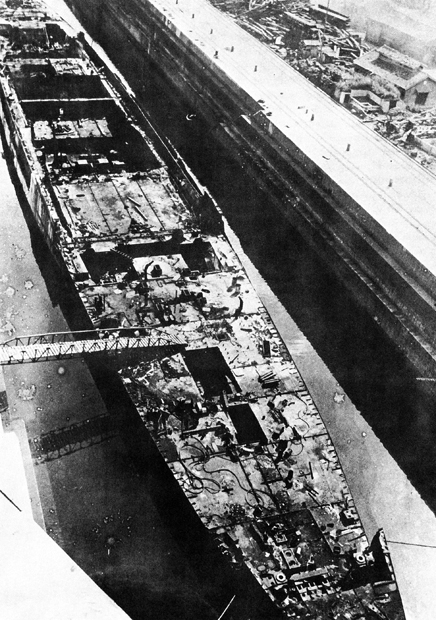
解体処分中の伊吹（1947年3月14日）

- 1942年（昭和17年）4月24日 - 呉工廠にて起工（第300号艦）[40][38]。
- 1943年（昭和18年）
  - 4月5日 - 軍艦「伊吹」と命名[21]。
  - 5月21日 - 進水[57]。以後工事中止（以降も工事が続行されていたという話もある）。
  - 11月22日 - 潜水母艦迅鯨に曳航され呉発（20日）、佐世保に到着（22日）[58]。佐世保工廠にて空母改装工事に着手。
- 1945年（昭和20年）3月16日 - 工程80%で工事中止。
- 1946年（昭和21年）11月22日 - 佐世保船舶工業（旧佐世保工廠）第7ドックで解体開始。
- 1947年（昭和22年）8月1日 - 解体完了。

## 艤装員長
1. 松浦義 大佐：1945年1月20日[59][53] -
2. （兼）清水正心 大佐：1945年2月25日[55] - 1945年5月10日[60]（本職：佐世保海軍港務部長）
  - 工事中止のため5月10日[60]以降は艤装員長を置かなくなる。